# Sazónovo
Sazónovo (en rus: Сазоново) és un poble (un possiólok) de l'óblast de Saràtov, a Rússia, segons el cens del 2010 tenia 435 habitants. Pertany al districte municipal d'Atkarsk.